# Bolli Bollason

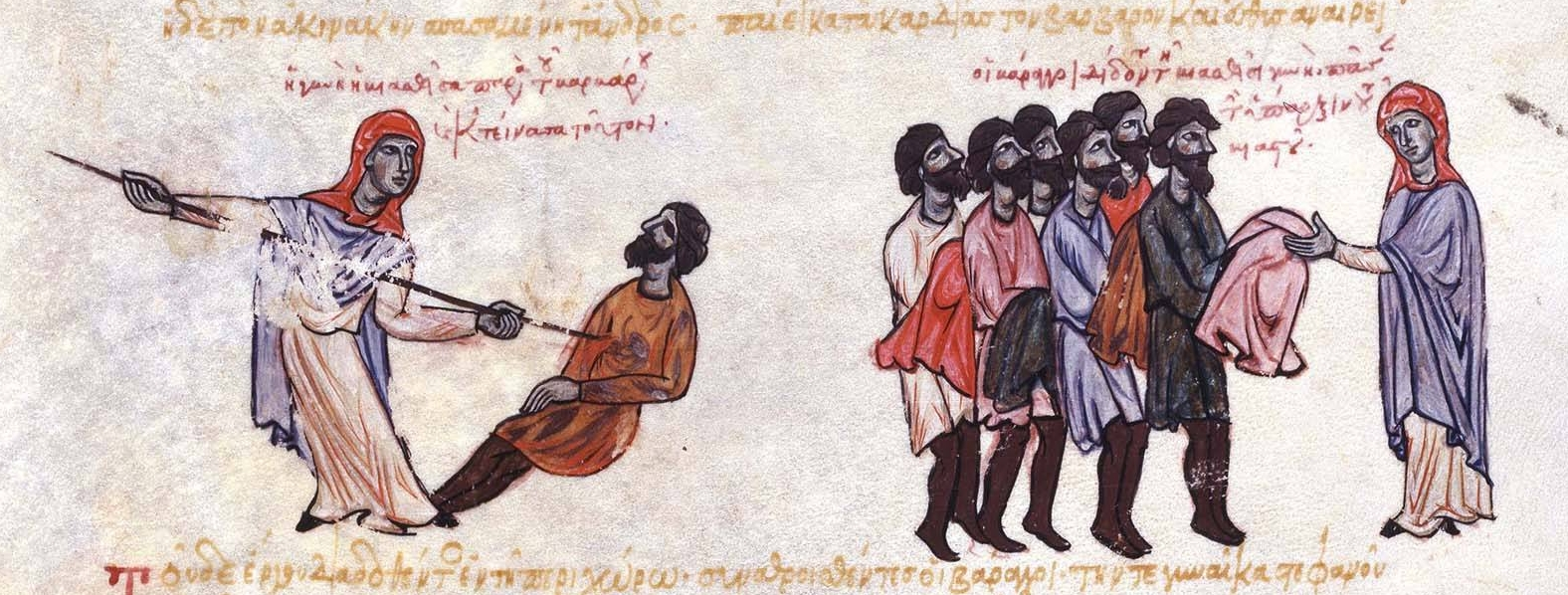
Guardia varega, imagen de la contemporánea Crónica de Skylitzes.

Bolli Bollason (o Bolli Bollison) es un personaje histórico medieval de la Saga de Laxdœla escrita en nórdico antiguo, nacido hacia el año 1004. Creció en Orlygsstadir, Helgafell en la península de Snæfellsnes, Islandia, pero compartía su tiempo entre Helgafell y Tunga, donde vivía Snorri Goði.
Fue un importante caudillo vikingo, bien posicionado entre los dirigentes contemporáneos escandinavos, pero también en el Imperio bizantino, según la saga fue el primer vikingo que formó parte de la guardia varega. Existen indicios que llegó al rango de oficial de los manglabitas en el ejército bizantino y a su regreso a Islandia, por sus beneficios y reputación obtenida le apodaron «Bolli el Elegante». Pero en la saga de Njál se menciona a Kolskegg Hámundarson que también formó parte de la guardia varega hacia 990, por lo menos veinte años antes del nacimiento de Bolli.
Su importancia en el contexto literario de las sagas islandesas en su perfil como hijo de Bolli Þorleiksson y Guðrún Ósvífursdóttir, dos de los personajes principales. También se le menciona al final de Sneglu-Halla þáttr (El relato del sarcástico Halli), y sujeto de su propio Þáttr (relato), Bolla þáttr Bollasonar, que más tarde sería apéndice final de los manuscritos a principios del siglo XIV.

## Fuentes primarias

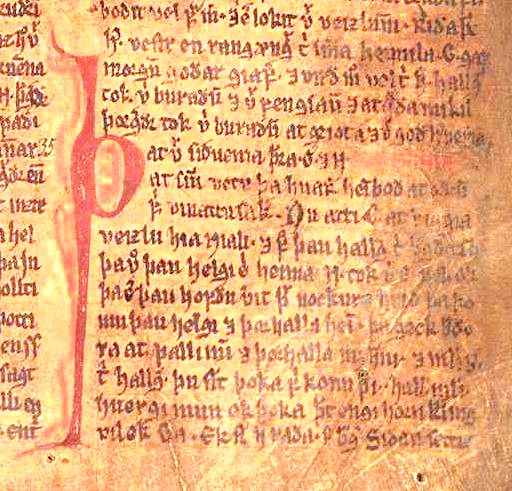
Una página del manuscrito Möðruvallabók, que contiene la saga de Njál y saga de Laxdœla, ambas fuentes sobre la vida de Bolli.

## Familia y perfil humano

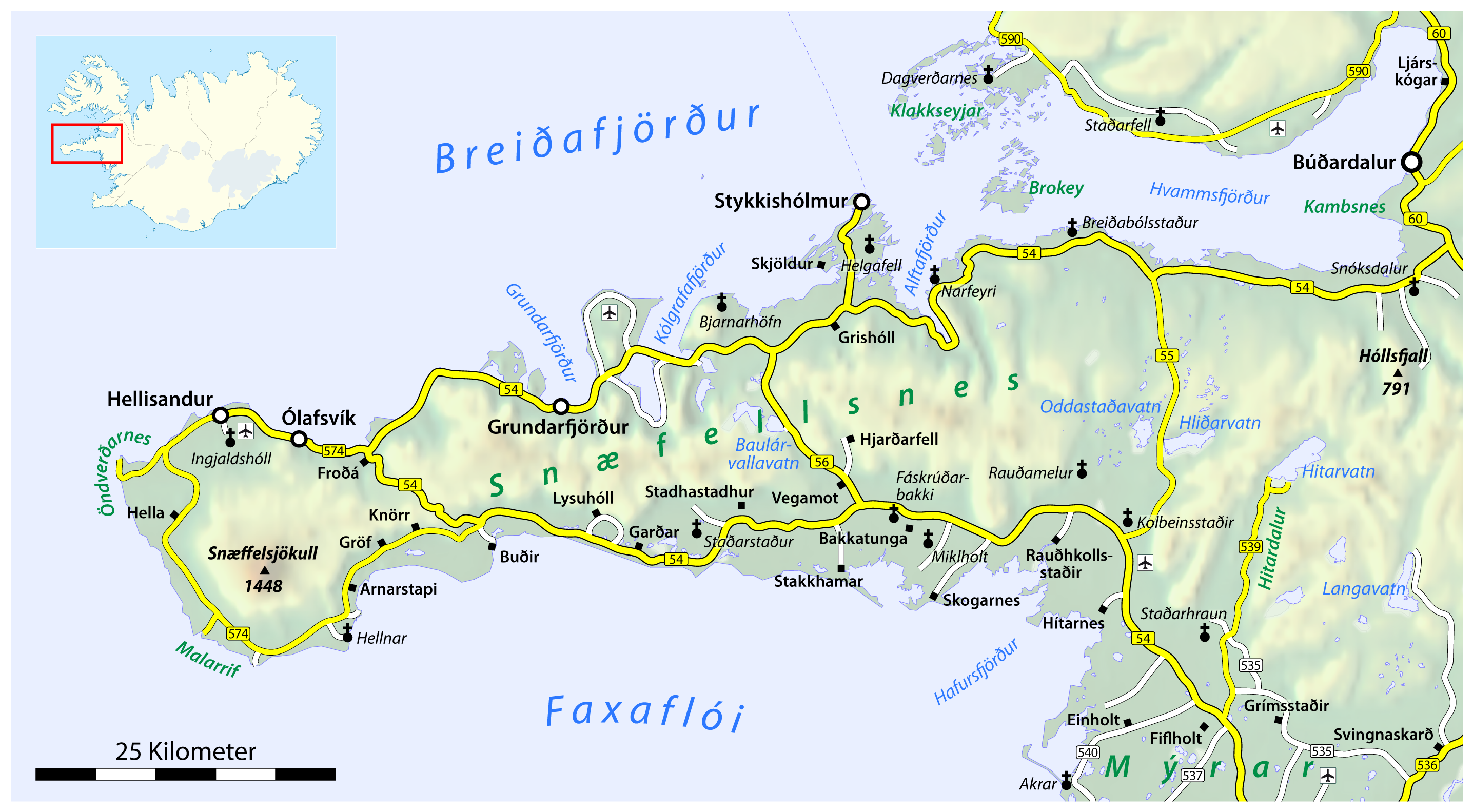
Mapa de Snæfellsnes, lugar de nacimiento de Bolli.